# Mỹ Tân, thành phố Nam Định
Mỹ Tân là một xã thuộc thành phố Nam Định, tỉnh Nam Định, Việt Nam.

## Địa lý
Xã Mỹ Tân nằm ở phía đông nam huyện Mỹ Lộc, có vị trí địa lý:
- Phía đông giáp Sông Hồng
- Phía tây giáp phường Lộc Hạ
- Phía nam giáp Sông Đào
- Phía bắc giáp xã Mỹ Trung.

Xã Mỹ Tân có diện tích 10,27 km², dân số năm 2022 là 12.444 người, mật độ dân số đạt 1.211 người/km².

## Hành chính
Xã Mỹ Tân được chia thành 15 thôn.

## Lịch sử
Sau năm 1945, xã Mỹ Tân thuộc huyện Mỹ Lộc.
Ngày 21 tháng 4 năm 1965, Ủy ban Thường vụ Quốc hội ban hành Quyết định số 103-NQ-TVQH về việc thành lập tỉnh Nam Hà trên cơ sở tỉnh Hà Nam và tỉnh Nam Định. Khi đó, xã Mỹ Tân thuộc huyện Mỹ Lộc, tỉnh Nam Hà.
Ngày 13 tháng 6 năm 1967, Hội đồng Chính phủ ban hành Quyết định số 76-CP về việc sáp nhập huyện Mỹ Lộc vào thành phố Nam Định. Khi đó, xã Mỹ Tân thuộc thành phố Nam Định.
Ngày 27 tháng 12 năm 1975, Quốc hội ban hành Nghị quyết về việc thành lập tỉnh Hà Nam Ninh trên cơ sở tỉnh Nam Hà và tỉnh Ninh Bình. Khi đó, xã Mỹ Tân thuộc thành phố Nam Định, tỉnh Hà Nam Ninh.
Ngày 26 tháng 12 năm 1991, Quốc hội ban hành Nghị quyết về việc chia tỉnh Hà Nam Ninh thành tỉnh Nam Hà và tỉnh Ninh Bình. Khi đó, xã Mỹ Tân thuộc thành phố Nam Định, tỉnh Nam Hà.
Ngày 6 tháng 11 năm 1996, Quốc hội ban hành Nghị quyết về việc chia tỉnh Nam Hà thành tỉnh Nam Định và tỉnh Hà Nam. Khi đó, xã Mỹ Tân thuộc thành phố Nam Định.
Ngày 26 tháng 2 năm 1997, Chính phủ ban hành Nghị định số 19-CP về việc chuyển xã Mỹ Tân thuộc thành phố Nam Định về huyện Mỹ Lộc mới thành lập quản lý.
Ngày 2 tháng 12 năm 2021, HĐND tỉnh Nam Định ban hành Nghị quyết số 63/2021/NQ-HĐND về việc:
- Thành lập thôn Hòa Trung trên cơ sở thôn Cộng Hòa và thôn Trung Trại.
- Thành lập thôn Phố Bến Tân Đệ trên cơ sở thôn Phố Bến và thôn Tân Đệ.
- Thành lập thôn Hưng Phụ Long trên cơ sở Hưng Long và thôn Phụ Long.

Ngày 23 tháng 7 năm 2024, Ủy ban Thường vụ Quốc hội ban hành Nghị quyết số 1104/NQ-UBTVQH15 về việc sắp xếp đơn vị hành chính cấp huyện, cấp xã trên địa bàn tỉnh Nam Định (nghị quyết có hiệu lực từ ngày 1 tháng 9 năm 2024). Theo đó, sáp nhập huyện Mỹ Lộc vào thành phố Nam Định. Khi đó, xã Mỹ Tân thuộc thành phố Nam Định.